# Husum Red Pied
La razza Husum Red Pied (anche nota come Rotbunte Husumer) è una rara variante di origini tedesco-danesi della razza Angeln Saddleback del suino.
È un maiale rosso, il cui peso può essere fino a 350 kg per i maschi e fino a 300 kg per le femmine e la cui altezza può essere fino a 92 cm per i maschi e fino a 85 cm per le femmine. Essi presentano una cintura (o sella) bianca che include le zampe anteriori, ricordando vagamente la bandiera della Danimarca. Il suo nome deriva da quello della città di Husum sulla costa della Frisia Settentrionale nello Schleswig-Holstein, dove sono documentati maiali di questo tipo dalla fine del XIX secolo.
Le sue origini effettive possono essere ricondotte a quando l’area era entrata a far parte del dominio prussiano in seguito alla Seconda guerra dello Schleswig nel 1864: difatti, a guerra conclusa, poiché la nuova amministrazione prussiana proibì ovviamente l'esposizione della bandiera danese, alcuni allevatori, in protesta a tale decisione, ed in virtù del loro attaccamento alla sconfitta Danimarca, allevarono astutamente alcuni maiali per generare una nuova razza che avesse tale striscia bianca, al fine di farla assomigliare alla croce nordica del vessillo danese e poterla esporre senza ripercussioni. Da ciò, derivò il soprannome di “Maiale di protesta”.
È stata riconosciuta come razza nel 1954; l'ultima volta che una scrofa con suinetti è stata vista in uno spettacolo è stato a Rendsburg nel 1968, e in seguito si è pensato erroneamente che fosse estinta.
I maiali corrispondenti alla descrizione della razza furono visti di nuovo a Berlino nel 1984, e in quell'anno si formò un'associazione di razza, la Interessengemeinschaft Rotbuntes Husumer Schwein, divenuta nel 2007 la Schweineherdbuchzucht Schleswig-Holstein e.V..
Al giorno d’oggi, popolazioni di allevamento esistono nel Giardino Zoologico di Berlino, nello Zoo di Hannover, nel Tierpark Arche Warder vicino a Kiel, nello ZOOM Erlebniswelt di Gelsenkirchen, a Dalmsdorf (Meclemburgo-Pomerania Anteriore), Hof Lütjensee e nell'Archehof Blumencron. Anche lo zoo di Dortmund e il Tierpark Krüzen ospitano alcune piccole popolazioni ed attualmente, circa 140 esemplari sono vivi in tutto il mondo. Lo stato federale tedesco dello Schleswig-Holstein sostiene la conservazione della razza per il suo valore culturale.